# Gelibolu

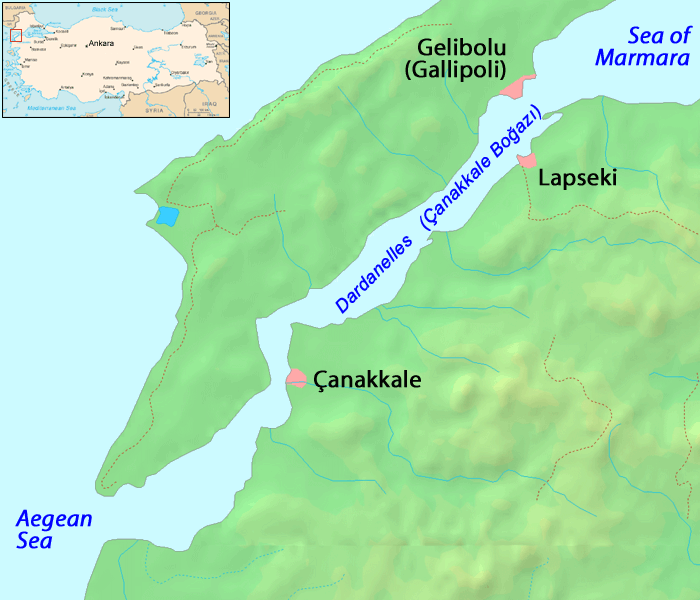
Lage von Gelibolu

Gelibolu (aus altgriechisch Καλλίπολις Kallipolis, lateinisch Callipolis), auch Gallipoli, ist eine türkische Hafenstadt an den Dardanellen auf der Halbinsel Gelibolu (türkisch ebenfalls Gelibolu) in der Provinz Çanakkale. Die Stadt vereint etwa zwei Drittel der Landkreisbevölkerung (2020: 71,2 %).
Die Fähre von Gelibolu nach Lapseki ist neben der Route über Eceabat-Çanakkale eine der Hauptverbindungen Istanbul/Izmir. Die Fährverbindung ist seit 2022 durch die Çanakkale-1915-Brücke ersetzt worden. In der Stadt gibt es einige Sardinenfabriken und auch der kleine beliebte Hamsi-Fisch (Anchovis) wird verkauft.

## Landkreis
Der Landkreis wurde 1926, drei Jahre nach Gründung der Türkei, geschaffen. Er besteht neben der Kreisstadt noch aus zwei weiteren Gemeinden (Belediye): Evreşe mit 2121 und Kavakköy mit 1390 Einwohnern. Daneben gibt es noch 26 Dörfer (Köy) mit durchschnittlich 347 Bewohnern. Das ist der höchste Wert in der Provinz Çanakkale, der Provinzdurchschnitt liegt bei 265 Bewohnern pro Dorf. Bolayır ist mit 1089 Einwohnern das einzige Dorf des Landkreises mit einer Einwohnerzahl über 1000. Die Bevölkerungsdichte ist mit 53 Einwohnern je km² niedriger als die des Provinzdurchschnitts (55 Einwohnern je km²).

## Geschichte
Das antike Kallipolis war das Gegenstück zum auf der Südseite des Hellesponts (Dardanellen) gelegenen Lampsakos, dem heutigen Lapseki. Die Stadt spielte vor allem in der Spätantike eine Rolle wegen ihrer Nähe zur Hauptstadt Konstantinopel. Von Justinian I. wurde sie zur Festung ausgebaut.
Das Bistum Kallipolis gehörte der Kirchenprovinz Heracleia an. Von den sechs bekannten griechischen Bischöfen besuchte der erste 431 das Konzil von Ephesos und der letzte findet nach 1500 seine Erwähnung. Ebenso gab es zwischen 1208 und 1508 acht lateinische Bischöfe. Bis zur Vertreibung der Griechen aus dem Ort 1922 im Zuge des Bevölkerungsaustausches mit Griechenland blieb der Ort ein orthodoxer Bischofssitz. Die Stadt ist heute noch Titularsitz eines griechisch-orthodoxen Bischofs sowie römisch-katholisches Titularbistum (Titularbistum Callipolis).
1354 wurde die Stadt durch den osmanischen Sultan Orhan I. Gazi erobert. Während der Regierungszeit des Sultans Bayezid I. (1389–1402) wurde der Hafen von Gelibolu ab 1390 als Flottenbasis mit Marinearsenal ausgebaut.
Im Ersten Weltkrieg fand hier 1915 die Schlacht von Gallipoli statt, bei der unter Mustafa Kemal Pascha und Liman Pascha von Sanders ein osmanischer Sieg errungen wurde.

## Sehenswürdigkeiten
- Schlachtfelder des ANZAC
- Osmanische Festung

## Persönlichkeiten
- Ulaş Berkim Tümer (* 2002), Bogenschütze